# Европско првенство у атлетици на отвореном 1990 — 20 километара ходање за мушкарце
Ходање 20 километара у мушкој конкуренцији на Европском првенству у атлетици 1990. одржано је 28. августа на улицама Сплита.
Титулу освојену 1986. у Штутгарту, није бранио Јозеф Прибилинец из Чехословачке.

## Земље учеснице
Учествовало је 28 атлетичара из 16 земаља. 
1. Западна Немачка (1)
2. Ирска (1)
3. Источна Немачка (3)
4. Италија (3)
5. Југославија (1)
6. Мађарска (1)
7. Пољска (1)
8. Португалија (2)
9. Совјетски Савез (3)
10. Уједињено Краљевство (2)
11. Финска (1)
12. Француска (1)
13. Чехословачка (3)
14. Швајцарска (1)
15. Шведска (1)
16. Шпанија (3)

## Рекорди
| Рекорди пре почетка Европског првенства 1990. | Рекорди пре почетка Европског првенства 1990. | Рекорди пре почетка Европског првенства 1990. | Рекорди пре почетка Европског првенства 1990. | Рекорди пре почетка Европског првенства 1990. | Рекорди пре почетка Европског првенства 1990. |
| --------------------------------------------- | --------------------------------------------- | --------------------------------------------- | --------------------------------------------- | --------------------------------------------- | --------------------------------------------- |
| Светски рекорд                                | Андреј Перлов                                 | Совјетски Савез                               | 1:18:20                                       | Москва, СССР                                  | 26. мај 1990.                                 |
| Европски рекорд                               | Андреј Перлов                                 | Совјетски Савез                               | 1:18:20                                       | Москва, СССР                                  | 26. мај 1990.                                 |
| Рекорди Европских првенстава                  | Јозех Прибилинец                              | Чехословачка                                  | 1:21:15                                       | Штутгарт, Западна Немачка                     | 28. август 1986.                              |
| Најбољи светски резултат сезоне               | Андреј Перлов                                 | Совјетски Савез                               | 1:18:20                                       | Москва, СССР                                  | 26. мај 1990.                                 |
| Најбољи европски резултат сезоне              | Андреј Перлов                                 | Совјетски Савез                               | 1:18:20                                       | Москва, СССР                                  | 26. мај 1990.                                 |

## Најбољи резултати у 1990. години
Најбољи атлетичари у брзом ходању на 20 км 1990. године пре почетка европског првенства (26. августа 1990) заузимало је следећи пласман на европској и светској ранг листи (СРЛ).
| 1.  | Андреј Перлов     | Совјетски Савез | 1:18:20 | 26. мај   | 1. СРЛ  |
| 2.  | Александар Першин | Совјетски Савез | 1:18:37 | 26. мај   | 2. СРЛ  |
| 3.  | Франц Костукевич  | Совјетски Савез | 1:18:51 | 26. мај   | 3. СРЛ  |
| 4.  | Григориј Корнев   | Совјетски Савез | 1:18:56 | 26. мај   | 4.СРЛ   |
| 5.  | Михаил Шеников    | Совјетски Савез | 1:19:07 | 26. мај   | 5.СРЛ   |
| 6.  | Владимир Андрејев | Совјетски Савез | 1:19:21 | 26. мај   | 6. СРЛ  |
| 7.  | Олег Трошин       | Совјетски Савез | 1:19:58 | 22. април | 9. СРЛ  |
| 8.  | Михаил Орлов      | Совјетски Савез | 1:20:07 | 22. април | 10. СРЛ |
| 9.  | Јевгениј Мисјулја | Совјетски Савез | 1:20:15 | 26. мај   | 11. СРЛ |
| 10. | Игор Плотников    | Совјетски Савез | 1:20:45 | 26. мај   | 13. СРЛ |
|     |                   |                 |         |           |         |
|     | Милан Балек       | Југославија     |         |           |         |

Такмичари чија су имена подебљана учествовали су на ЕП.

## Освајачи медаља
|                           |                       |                        |
| Павол Блажек Чехословачка | Данијел Плаза Шпанија | Тијери Тутен Француска |

## Резултати

### Финале
| Пласман | Атлетичар            | Земља                | Резултат | Белешка |
| ------- | -------------------- | -------------------- | -------- | ------- |
|         | Павол Блажек         | Чехословачка         | 1:22:05  |         |
|         | Данијел Плаза        | Шпанија              | 1:22:22  |         |
|         | Тијери Тутен         | Француска            | 1:23:22  |         |
| 4.      | Роберт Кожењовски    | Пољска               | 1:23:47  |         |
| 5.      | Валентин Масана      | Шпанија              | 1:23:53  |         |
| 6.      | Валтер Арена         | Италија              | 1:24:16  |         |
| 7.      | Бернд Гумелт         | Источна Немачка      | 1:24:33  |         |
| 8.      | Ђовани ди Бенедиктис | Италија              | 1:24:51  |         |
| 9.      | Роберт Ихли          | Западна Немачка      | 1:25:31  |         |
| 10.     | Јан Захончик         | Чехословачка         | 1:26:47  |         |
| 11.     | Франц Костукевич     | Совјетски Савез      | 1:27:12  |         |
| 12.     | Серђо Спањуло        | Италија              | 1:27:52  |         |
| 13.     | Мигел Анхел Пријето  | Шпанија              | 1:28:32  |         |
| 14.     | Кари Ахонен          | Финска               | 1:28:57  |         |
| 15.     | Шандор Урбаник       | Мађарска             | 1:29:19  |         |
| 16.     | Марк Истон           | Уједињено Краљевство | 1:31:06  |         |
| 17.     | Магнус Моренијус     | Шведска              | 1:31:51  |         |
| 18,     | Ралф Вајс            | Источна Немачка      | 1:32:45  |         |
| 19.     | Жозе Урбано          | Португалија          | 1:32:50  |         |
| 20.     | Алдо Бартолди        | Швајцарска           | 1:33:55  |         |
| 21.     | Мајкл Лејн           | Ирска                | 1:35:04  |         |
| 22.     | Милан Балек          | Југославија          | 1:35:28  |         |
| —       | Михаил Шчеников      | Совјетски Савез      | НЗ       |         |
| —       | Григориј Корнев      | Совјетски Савез      | НЗ       |         |
| —       | Аксел Ноак           | Источна Немачка      | НЗ       |         |
| —       | Жозе Пинто           | Португалија          | НЗ       |         |
| —       | Енди Дрејк           | Уједињено Краљевство | ДИСК     |         |
| —       | Роман Мразек         | Чехословачка         | ДИСК     |         |